# 雪室俊一
雪室 俊一（ゆきむろ しゅんいち、1941年1月11日 - ）は、神奈川県横浜市出身の日本の男性脚本家。シナリオ研究所卒業。日本放送作家協会会員。別名義に、西浦あかね、洋駿太郎がある。

## 人物
主にアニメ作品の脚本を手掛け、1965年のテレビアニメ『ジャングル大帝』の脚本に参加して以降、現在も『サザエさん』などで現役の、アニメ界では城山昇と並ぶ最古参となる脚本家である。ファミリー向けや少女向けの作品を得意とし、代表作には『魔法使いサリー』、『とんがり帽子のメモル』、『Dr.スランプ アラレちゃん』、『キテレツ大百科』、『あずきちゃん』などがある。脚本の他にもアニメ化された『おはよう!スパンク』などで漫画の原作を担当し、絵本や児童向け小説の分野でも活躍した。
1981年には原作を手掛けた『おはよう!スパンク』で第5回講談社漫画賞・少女部門を受賞し、洋駿太郎の名義で毎日中学生新聞に連載した小説『まぶしい季節』では毎日児童小説コンクール・優秀作を受賞している。2009年には長きにわたって『サザエさん』の脚本を手掛けてきた功績から、第14回アニメーション神戸賞・特別賞を受賞した。

## 略歴
中学を卒業すると、昼間は新聞配達・工員・書店の店員・電報の配達などの仕事をしながら定時制高校に通い、その傍らで小説家を目指して懸賞小説への応募を続けながら、昼間にはシナリオ研究所で脚本の勉強をしていた。新人シナリオコンクールに応募した脚本『近頃の若いやつ』が佳作入選したことから、脚本家の松浦健郎に誘われて、内弟子として松浦に師事した。やがて松浦の下から独立すると、兄弟子のつてで映画会社日活の企画部へプロットの持ち込みを続け、1965年に日活映画『あいつとの冒険』で脚本家としてデビューした。同時期に手塚治虫の虫プロダクションでは脚本助手の役職として他の脚本家のための資料集めなどを担当し、脚本家としてテレビアニメ『ジャングル大帝』に月に1本脚本を執筆することでアニメ界へ入った。

## エピソード
- 特に脚本家に弟子はいないが、近年[いつ?]、ラジオで井上敏樹が雪室の系譜にいる脚本家であることを語っている。
- 『ひみつのアッコちゃん』の脚本を執筆した際、主人公・アッコが変身時と元に戻る時について子どもたちが親しんでくれる呪文の言葉が思いつかず、とりあえず「テクマクマヤコン テクマクマヤコン ○○になれ〜」（テクニカル・マジック・マイ・コンパクトの略）、元に戻る時は「ラミパス ラミパス ルルル……」（スーパーミラーの逆さ読み）としておいたものがそのまま採用されたという逸話がある[2]。雪室自身は後で修正するのだろうと思っていたため、そのまま放映を見て驚いたと後年語っている[2]。その他にも原作の本編で名前がなかったキャラクター（『ひみつのアッコちゃん』の飼い猫の名前「シッポナ」や『サザエさん』のノリスケとタイ子の子供の名前「イクラ[3]」、キテレツ大百科のブタゴリラの本名である「熊田薫」）を命名している。
- 『サザエさん』には放映開始当初から脚本を担当している。初期のころには自分の名前で磯野家に苦情を出すなどの遊びがある脚本を書いている。1985年に当時のプロデューサーであった松本美樹の引退に合わせて10年ほど脚本から離れていた時期がある。
- 1996年6月に放送延長の上放送終了した『キテレツ大百科』は自身はもう半年は続ける予定でいたため、消化不良だったと後に語っている。原作の短い作品であったが、たくさんのアニメオリジナル展開や登場人物を生み出し実質的なシリーズ構成であった。その一方、後続番組の『こちら葛飾区亀有公園前派出所』では当時のアニメ雑誌に筆頭シリーズ構成のような紹介されたものの、初期の僅か2話で降板して持ち味を出せなかった[4][要出典]。
- 『天才バカボン』のアニメ化の際にバカボンのパパが無職なことについて番組スポンサーの大塚製薬からは「（パパが）働かないで生活してるというのはおかしい。設定上の職業ではなく、パパが働いてるシーンを映像で見せて欲しい」との要望が出されたため一番困ったという。結局「スーツ着てネクタイしてサラリーマンというわけにもいかないし、しょうがないから植木屋さん、と（笑）」という理由で植木屋にしたとDVD-BOXの特典ブック『バカ本』のインタビューで語っている。だが原作者の赤塚不二夫には伝わっていなかったため「パパは無職でないといけない」とする赤塚を失望させることになった[要出典]。

## 作品リスト

### 映画
- 銀座の次郎長（1963年日活：共同脚本）
- 銀座の次郎長 天下の一大事（1963年日活：共同脚本）
- あいつとの冒険（1965年日活：デビュー作）
- 二人の銀座（1967年日活：原案のみ）

### アニメ映画
- Dr.SLUMP ほよよ! 宇宙大冒険（1982年、原案・脚本）
- Dr.スランプ アラレちゃん ほよよ!世界一周大レース（1983年、原案のみ）
- おさわが!スーパーベビー（1994年）

### テレビ

#### アニメ
- ジャングル大帝（1965年 - 1966年）
- ハリスの旋風（1966年 - 1967年）
- 魔法使いサリー（1966年 - 1968年）
- ピュンピュン丸（1967年 - 1970年）
- ドンキッコ（1967年 - 1968年）
- ゲゲゲの鬼太郎（第1作）（1968年 - 1969年）
- アニマル1（1968年)
- あかねちゃん（1968年）
- 夕やけ番長（1968年 - 1969年）
- ひみつのアッコちゃん（1969年 - 1970年）
- もーれつア太郎（1969年 - 1970年）
- 男一匹ガキ大将（1969年 - 1970年）
- ムーミン（第1作）（1969年 - 1970年）[5]
- サザエさん（1969年 - [6]）　※「ぼくはもらわれる」（1970年10月4日放送）：脚本
- あしたのジョー（1970年 - 1971年）
- 男どアホウ甲子園（1970年 - 1971年）
- のらくろ（1970年 - 1971年）
- 魔法のマコちゃん（1970年 - 1971年）
- アンデルセン物語（1971年）
- さすらいの太陽（1971年）
- 天才バカボン（1971年 - 1972年）
- さるとびエッちゃん（1971年 - 1972年）
- ゲゲゲの鬼太郎（第2作）（1971年 - 1972年）
- ムーミン（第2作）（1972年）
- 魔法使いチャッピー（1972年 - 1972年）
- おんぶおばけ（1972年 - 1973年）
- バビル2世（1973年）
- ミラクル少女リミットちゃん（1973年 - 1974年）
- ドロロンえん魔くん（1973年 - 1974年）[7]
- 冒険コロボックル（1973年 - 1974年）
- 魔女っ子メグちゃん（1974年 - 1975年）
- ゲッターロボ（1974年 - 1975年）[8]
- 星の子チョビン（1974年）
- フランダースの犬（1975年）
- アラビアンナイト シンドバットの冒険（1975年 - 1976年）
- アンデス少年ペペロの冒険（1975年 - 1976年）
- マシンハヤブサ（1976年）
- キャンディ・キャンディ[9]（1976年 - 1979年）
- ジェッターマルス（1977年）[10]
- 氷河戦士ガイスラッガー（1977年）
- おれは鉄兵（1977年 - 1978年）
- 若草のシャルロット（1977年 - 1978年）
- トンデモネズミ大活躍（1979年）[11]
- こぐまのミーシャ（1979年 - 1980年）
- 悪魔と姫ぎみ（1981年）
- がんばれ元気（1980年 - 1981年）
- Dr.スランプ アラレちゃん（1981年 - 1986年）
- ハニーハニーのすてきな冒険（1981年 - 1982年）
- The・かぼちゃワイン（1981年 - 1984年）
- 子鹿物語（1983年 - 1985年）
- とんがり帽子のメモル（1984年 - 1985年）
- 小さな恋のものがたり（1984年）
- はーいステップジュン（1985年 - 1986年）
- ドラゴンボール（1986年 - 1989年）
- Oh!ファミリー（1986年 - 1987年）
- Bugってハニー（1986年 - 1987年）[12]
- マンガ日本経済入門（1987年 - 1988年）
- 瞳のなかの少年 十五少年漂流記（1987年）
- キテレツ大百科（1987年）90分版
- キテレツ大百科（1988年 - 1996年）
- ピーターパンの冒険（1989年）[13]
- まじかるハット（1989年 - 1990年）
- 桃太郎伝説 PEACHBOY LEGEND（1989年 - 1990年）
- 藤子・F・不二雄アニメスペシャル SFアドベンチャー T・Pぼん（1989年)
- たんけんゴブリン島（1990年 - 1991年）
- ウルトラ・スーパー・デラックスマン（1990年）
- ひとりぼっちの宇宙戦争（1990年）
- オバタリアン（1990年)
- もーれつア太郎（1990年）
- ミノタウロスの皿（1990年）
- 地球SOS それいけコロリン（1992年 - 1993年）
- カッパの三平（1993年）
- クッキングパパ（1992年 - 1995年）
- ファンタジーアドベンチャー 長靴をはいた猫の冒険（1992年）
- 姫ちゃんのリボン（1992年 - 1993年）
- ポコニャン!（1993年 - 1995年）
- 平成イヌ物語バウ（1993年 - 1994年）[14]
- あずきちゃん（1995年 - 1998年）
- ゲゲゲの鬼太郎（第4作）（1996年 - 1998年）
- こちら葛飾区亀有公園前派出所（1996年の2話分のみ）
- 超特急ヒカリアン（1997年 - 2000年）
- ののちゃん（2001年 - 2002年）
- ホイッスル!（2002年 - 2003年）
- ワンダーベビルくん（2003年 - 2004年）
- おでんくん2005年版（2006年）
- メイプルストーリー（2007年 - 2008年）

#### ドラマ・特撮
- あいつとの冒険（1965年）
- 泣いてたまるか（1966年）
- バンパイヤ（1968年 - 1969年）
- 柔道一直線（1969年 - 1971年）
- 俺は透明人間!（1970年 - 1971年）
- 突撃! ヒューマン!!（1972年）
- ぐるぐるメダマン（1976年 - 1977年）
- お化けのサンバ（1980年 - 1981年）
- 藤子不二雄の夢カメラ（1988年）
- おめでた（1989年）

#### バラエティ
- お笑いオンステージ（てんぷく笑劇場、1972年 - 1982年）
- スーパースター・8☆逃げろ!（1972年）

## 著書
- 『世界名作ものがたり: シンドバットの冒険』（朝日ソノラマ、1975年）
- 『世界名作ものがたり: にんぎょひめ』（朝日ソノラマ、1975年）
- 『世界名作ものがたり: 母をたずねて三千里』（朝日ソノラマ、1975年）
- 『世界名作ものがたり: たからじま』（朝日ソノラマ、1976年）※洋駿太郎 名義
- 『モービル・ハムの走らせ方: あなたのクルマがしゃべりだす』（村上克己／イラスト、朝日ソノラマ、1976年）
- 『学研絵ものがたり: 子じかものがたり』（学習研究社、1976年）
- 『赤毛のアン』（朝日ソノラマ、1977年）
- 『母と子のアニメ絵本: わがままおうじ』（集英社、1977年）
- 『世界名作ものがたり: あらいぐまラスカル』（朝日ソノラマ、1977年）※洋駿太郎 名義
- 『世界名作ものがたり: イソップ物語 ― イソップ童話より』（朝日ソノラマ、1979年）
- 『こぐまのミーシャ』（木村光雄／絵、朝日ソノラマ、1979年）
- 『名作ドラマシリーズ: ラッシー』（朝日ソノラマ、1979年）
- 『名作ドラマシリーズ: 赤毛のアン 改訂版』（朝日ソノラマ、1979年）
- 『ニルスのふしぎなたび』（学習研究社、1979年）
- 『森の天使アンジ－』（鈴賀レニ／絵、小学館フラワーコミックス・全4巻、1980年）
- 『学研絵ものがたり: オズのまほうつかい』（学習研究社、1980年）
- 『おはよう!スパンク』（たかなししずえ／絵、講談社なかよしKC・全7巻、1977年 - 1982年）
- 『テレビ名作えほん: おはよう!スパンク大図鑑』（講談社、1981年）
- 『アニメちゃん: 母をたずねて三千里』（朝日ソノラマ、1981年）
- 『講談社のこどもテレビブック: おはよう!スパンク』（講談社・全5巻、1982年）
- 『たのしい幼稚園テレビ絵本: おはよう!スパンク』（講談社・全9巻、1982年）
- 『たかなししずえイラストアルバム: おはよう!スパンク』（たかなししずえ／イラスト、講談社、1982年）
- 『アニメちゃん: 白雪姫』（朝日ソノラマ、1982年）
- 『アニメちゃん: にんぎょひめ』（朝日ソノラマ、1982年）
- 『Dr.スランプ 映画編』（集英社文庫、1982年）
- 『デラックス版テレビ名作童話: 小鹿物語』（講談社・全6巻、1983年）
- 『名作ドラマシリーズ: とんがり帽子のメモル』（朝日ソノラマ、1984年）
- 『名作ドラマシリーズ: 小公女セーラ』（朝日ソノラマ、1985年）※西浦あかね 名義
- 『まぶしい季節』（こぐれけんじろう／絵、偕成社、1989年）　（偕成社の創作）
- 『你好キョンシーくん』（斎藤栄一／画、小学館てんとう虫コミックス・全2巻、1989年）
- 『101人めのおかあさん』（渡辺ひろし／絵、偕成社、1992年）（童話の花たば）
- 『おはよう!スパンク』（たかなししずえ／絵、講談社漫画文庫・全4巻、1999年）
- 『みどりのくにのこえだちゃん1: おかしなカウカウボーイ』（大根田和枝／絵、講談社絵本、2004年）
- 『読む世界名作劇場: ピーターパンの冒険』（J.M.バリー／著、文渓堂、2005年）
- 『みどりのくにのこえだちゃん2: こぞうのパクリン』（大根田和枝／絵、講談社のテレビ絵本、2005年）
- 『テクマクマヤコン ― ぼくのアニメ青春録』（バジリコ、2005年） ISBN 978-4-901784818

## 雑誌連載
- 『愛CてマイクはQビッド』（FIVE-0掲載、1984年 - 1987年)
- 『へそまがりドライブ紀行』（モーターファン連載、1980年 - 1984年)

## その他
- 『あらいぐまラスカル おかあさんの木』（2004年、絵：きどうしげたか） - タカラの音声プレーヤー「おはなしせんせい」用のソフト
- 藤子・F・不二雄大全集『キテレツ大百科』2巻（2009年、小学館） - 解説を執筆。